# 3ª Divisione CC.NN. "Penne Nere"
La 3ª Divisione CC.NN. "Penne Nere" era una divisione italiana della Milizia Volontaria per la Sicurezza Nazionale (MVSN), che fu impiegata nella Guerra civile spagnola.

## Storia
Costituita nel gennaio 1937 e alimentata con personale volontario, venne inviata, insieme ad altre due divisioni della MVSN, inquadrate all'interno del Corpo Truppe Volontarie, a fianco delle truppe spagnole del generale Francisco Franco.
Prese parte alla battaglia di Guadalajara al comando del generale Luigi Nuvoloni.

## Ordine di battaglia
- 9º Gruppo Banderas
  - Bandera ??
  - Bandera ??
  - Bandera ??
  - batteria da 65/17
  - sezione genio
- 10º Gruppo Banderas
  - Bandera «Tembien»
  - Bandera «Scirè»
  - 840ª Bandera «Carso»
  - batteria da 65/17
  - sezione genio
- 11º Gruppo Banderas
  - 830ª Bandera
  - Bandera «Vampa»
  - Bandera «Freccia»
  - batteria da 65/17
  - sezione genio